# Brúszel László
Brúszel László (Rém, 1951. július 12. –) magyar jogász, közgazdász, politikus, országgyűlési képviselő.

## Életpályája

### Iskolái
Az általános iskolát szülőfalujában, Rémen (Bács-Kiskun megye) a középiskolát Budapesten végezte; 1969-ben érettségizett a Postaforgalmi Technikumban. 1974–1979 között a József Attila Tudományegyetem Jogtudományi Karának hallgatója volt. 1989–1991 között a Budapesti Közgazdaságtudományi Egyetem hallgatója volt.

### Pályafutása
1969–1974 között a Magyar Postánál technikus volt. 1972–1974 között Kecskeméten és Baján sorkatonai szolgálatot teljesített. 1979–1981 között a Bács-Kiskun Megyei Tanács VB Pénzügyi osztályának főelőadója. 1981–1982 között a Bács-Kiskun Megyei Illetékhivatal vezető helyettese volt. 1982–1990 között a Bács-Kiskun Megyei Tanács VB Pénzügyi osztályának osztályvezető-helyettese volt. 1990–1991 között a Bács-Kiskun Megyei Önkormányzat munkatársa volt. 1991-től 2020. december 31-ig egyéni ügyvédként dolgozott. Több civil szervezet alapítója és vezető tisztségviselője: Rémus Alapítvány kuratróiumának tagja (1995-) Kecskemét-Széchenyivárosi Közösségépítő Egyesület alelnöke (1997-) Kecskeméti Vadaskert Természetvédelmi Alapítvány kuratóriumának elnöke (2015-)

### Politikai pályafutása
1971–1989 között az MSZMP tagja volt. Részt vett az 1988/89-ben az állampárt lebontásában tevékenykedő MSZMP Reformkörök alapításában és vezetésében, 1989 óta az MSZP tagja. 1989–1990 között, majd 2002-2010 között az MSZP Kecskemét városi elnöke volt. 1990-ben országgyűlési képviselőjelölt volt. 1990–1994 között, illetve 1998–2014 között kecskeméti önkormányzati képviselő, valamint MSZP frakciovezető volt. 1994–1998 között országgyűlési képviselő (Bács-Kiskun Megye) volt. 1994–1998 között az Alkotmányügyi, törvényelőkészítő, igazságügyi és ügyrendi bizottság tagja volt. 1996–1998 között az Alkotmányelőkészítő bizottság tagja volt. 1998-ban és 2002-ben polgármesterjelölt volt.

## Családja
Szülei: Brúszel Sándor (1920–1988) és Jakubács Hermina voltak (1926-2011) voltak, testvére Sándor (1945-2023). 1975-ben házasságot kötött Hódi Zsuzsannával. Két gyermekük született: Ágnes (1979) és Péter (1989) unokái: Luca (2009) Tamás Zalán (2013) és Bendegúz (2021)

## Díjai
- Kiváló Munkáért (1986)
- a Munka Érdemrend bronz fokozata (1987)
- A Magyar Érdemrend lovagkeresztje (2009)[3]
- Kecskemét város Kada Elek Díj (2016)